# Greenville (Carolina do Sul)
Greenville é uma cidade localizada no estado norte-americano da Carolina do Sul, no condado de Greenville, do qual é sede. Foi incorporada como aldeia em 1831.

## Geografia
De acordo com o Departamento do Censo dos Estados Unidos, a cidade tem uma área de 77,5 km², dos quais 76,9 km² estão cobertos por terra e 0,6 km² por água.

### Localidades na vizinhança
O diagrama seguinte representa as localidades num raio de 8 km ao redor de Greenville.

## Demografia
Segundo o censo nacional de 2010, a sua população é de 58 409 habitantes e sua densidade populacional é de 759,6 hab/km².

## Atrativos
Como a maior cidade do norte do estado, Greenville oferece muitas atividades e atrações. Grandes teatros e eventos são alguns dos atrativos dessa cidade. Como também o Cleveland Park e a Furman University.

## Personalidades
- Charles Hard Townes (1915-2015), Prémio Nobel de Física de 1964

## Marcos históricos
O Registro Nacional de Lugares Históricos lista 52 marcos históricos em Greenville. Os primeiros marcos foram designados em 5 de agosto de 1969 e o mais recente em 14 de maio de 2021, a Poe Hardware and Supply Company.